# Wormaldia kimminsi
Wormaldia kimminsi är en nattsländeart som beskrevs av Lazar Botosaneanu 1960. Wormaldia kimminsi ingår i släktet Wormaldia och familjen stengömmenattsländor. Inga underarter finns listade i Catalogue of Life.